# Moraea carsonii
Moraea carsonii är en irisväxtart som beskrevs av John Gilbert Baker. Moraea carsonii ingår i släktet Moraea och familjen irisväxter. Inga underarter finns listade i Catalogue of Life.